# Constantin Margaritès
Constantin Margaritès (en grec byzantin : Κωνσταντῖνος Μαργαρίτης) est un général byzantin et courtisan sous le règne de Théodore II Lascaris (1254-1258), empereur de Nicée.

## Biographie
Peu de choses sont connues de sa biographie et reposent largement sur le récit hostile de Georges Acropolite. Celui-ci le dénigre fortement, de même que la plupart des hommes de basse extraction qui sont promues à de hautes fonctions par Théodore II Lascaris, en opposition à l'aristocratie traditionnelle, habituée à tenir les plus hautes fonctions. Margaritès est donc plutôt d'origine modeste et serait né dans le thème de Néokastra, au nord-ouest de l'Asie Mineure, dans une famille paysanne. Il rentre dans l'armée et atteint le rang de tzaousios. Ses qualités marquent l'empereur Jean III Vatatzès (1222-1254) qui l'intègre dans sa garde personnelle et l'élève au rang de megas tzaousios. Plus tard, à l'accession au trône de Théodore II, il devient archonte de l'allagion, soit le commandant de la garde impériale. Finalement, l'empereur crée pour lui la dignité de grand archonte (megas archon). 
Il semble avoir surtout combattu lors de la campagne hivernale menée par Théodore II en 1255 contre le second Empire bulgare, dans les Balkans. Avec le protosébaste Manuel Lascaris et après le départ de l'empereur pour l'Asie Mineure, il dirige les forces autour de Didymotique et surveille la frontière, sans mener d'actions offensives. Au printemps 1256, les Bulgares profitent de l'absence de l'empereur pour lancer un raid par 4000 Coumans. Quand ils arrivent devant Didymotique, Margaritès et Lascaris décident de les engager, en dépit des ordres impériaux d'éviter les combats. Lourdement armée, la troupe nicéenne est dépassée par la rapidité des archers à cheval coumans et est facilement vaincue. Lascaris trouve refuge à Andrinople tandis que Margaritès et d'autres officiers sont faits prisonniers. Acropolite rapporte que les prisonniers sont vendus aux Bulgares et que les Coumans se retirent à l'approche de Théodore II, revenu en Europe. Toutefois, un autre chroniqueur, Théodore Skoutariotès, relate une autre version, selon laquelle un détachement nicéen parvient à rattraper les Coumans, à les défaire et à libérer les captifs.